# Alfred Norinder
Alfred Viktor Norinder, född 15 maj 1827 i Hedemora landsförsamling, död 23 juni 1884 i Stockholm, var en svensk skolman och läroboksförfattare.
Norinder blev student vid Uppsala universitet 1845 och filosofie kandidat och magister där 1851. Han var 1852–1857 duplikant och extralärare vid Falu elementarläroverk och 1859 vikarierande språklärare vid Västerås högre allmänna läroverk. Åren 1860–1863 var han vikarierande lektor i levande språk vid Stockholms gymnasium. Han var lektor i levande språk vid Högre latinläroverket å Norrmalm från 1865 till sin död. Från 1866 var han även föreståndare för Wallinska skolan i Stockholm. Norinder utgav två läroböcker, Thèses en Français, en Anglais et en Allemand (1864) och Om Franska språkets uttal (1864).
Alfred Norinder var son till brukspatronen Axel Elias Norinder och far till översten Axel Georg Norinder. 